# Suolikko
Suolikko är en sjö i kommuner Saarijärvi och Karstula (norra delen) i landskapet Mellersta Finland i Finland. Sjön ligger 183,4 meter över havet. Den är 23 meter djup. Arean är 89 hektar och strandlinjen är 10,91 kilometer lång. Sjön  ingår i Kymmene älvs huvudavrinningsområde.   Den ligger omkring 66 kilometer norr om Jyväskylä och omkring 290 kilometer norr om Helsingfors. 